# Tadeusz Witkowski (informatyk)
Tadeusz Witkowski (ur. 28 października 1950 w Kutnie) – polski inżynier i naukowiec, profesor nauk technicznych zajmujący się informatyką, zarządzaniem i inżynierią produkcji. Specjalista w zakresie komputerowego wspomagania decyzji i zastosowania sztucznej inteligencji, nauczyciel akademicki Politechniki Warszawskiej.

## Wykształcenie i działalność zawodowa
Absolwent Technikum Mechanicznego im. J. Gagarina w Kutnie (obecnie ZS im. St. Staszica). Od 1971 studiował na Wydziale Mechanicznym Politechniki Łódzkiej, a po dwóch latach kontynuował studia w Instytucie Budowy Maszyn w Ługańsku, który ukończył w 1976. W 1984 w Instytucie Cybernetyki – Narodowa Akademia Nauk Ukrainy w Kijowie uzyskał stopień doktora nauk technicznych po obronie pracy Metody i algorytmy optymalizacji harmonogramów dla wydziałów z produkcją małoseryjną. W 1995 w Narodowym Uniwersytecie Technicznym Ukrainy – Politechnika Kijowska uzyskał stopień doktora habilitowanego na podstawie pracy Modele zbiorów rozmytych w komputerowych systemach wspomagania decyzji w zarządzaniu przedsiębiorstwem w warunkach gospodarki rynkowej. Oba stopnie naukowe otrzymał w specjalności informatyczne systemy zarządzania i systemy przetwarzania informacji.
W latach 1969–1994 pracował w przedsiębiorstwach przemysłu elektromaszynowego, takich jak Zakłady Podzespołów Radiowych Miflex w Kutnie oraz Zakłady Mechaniczne Ursus, Biuro Studiów i Projektowania Rozwoju Przemysłu Maszynowego Promasz, Fabryka Samochodów Osobowych FSO, Kombinat Przemysłu Narzędziowego VIS w Warszawie na stanowiskach konstruktora, technologa, organizatora produkcji i analityka systemów informatycznych. W latach 1984–1990 był zatrudniony w Instytucie Administracji i Zarządzania przy URM w Warszawie jako projektant komputerowych gier kierowniczych.
Od 1994 pracował w Politechnice Warszawskiej na Wydziale Inżynierii Produkcji w Instytucie Organizacji Systemów Produkcyjnych, a w latach 2008–2010 na Wydziale Zarządzania. Tytuł profesora nauk technicznych otrzymał w 2018 roku.
Jako autor i współautor opublikował 6 książek oraz około 200 artykułów i referatów naukowych. Prace dotyczą interdyscyplinarnych badań w zakresie systemów wspierających decyzje dla zarządzania systemami produkcyjnymi w oparciu o wiedzę z inżynierii produkcji, informatyki i badań operacyjnych, a także modelowania przedsiębiorstw wirtualnych. Autor jednych z pierwszych prac w zakresie rozwiązywania problemu harmonogramowania w systemach produkcyjnych z maszynami alternatywnymi i innymi ograniczeniami produkcji.

## Członkostwa
- Towarzystwo Naukowe Organizacji i Kierownictwa
- Polskie Towarzystwo Badań Operacyjnych i Systemowych
- Institute for Operations Research and the Management Sciences
- Polskie Towarzystwo Informatyczne

## Nagrody i wyróżnienia
- Nagroda Rektora Politechniki Warszawskiej (wielokrotnie)
- Złota Odznaka Towarzystwa Przyjaciół Ziemi Kutnowskiej[3]

## Działalność pozanaukowa
Pionier szkolnictwa wyższego w subregionie kutnowskim; współorganizator Wydziału Zarządzania Mazowieckiej Wyższej Szkole Humanistyczno-Pedagogicznej w Łowiczu i profesor tej uczelni (1998-2013); inicjator i współorganizator Oddziału Uniwersytetu Łódzkiego w Kutnie (2000-2013) oraz Oddziału Politechniki Łódzkiej w Żychlinie (2000-2004). Zaproponował utworzenie Uniwersytetu Środkowopolskiego dla zespołu piastowskich miast (Płock-Włocławek-Łęczyca-Łowicz) w: Masovia Mater, Łowicz, 2013, 1/316.
Autor koncepcji trójbiegunowej Aglomeracji Centralnej [Warszawa-Łódź-(Płock-Włocławek-Łęczyca-Łowicz)] w: Problemy organizacji i zarządzania przedsiębiorstwem w warunkach integracji z Unią Europejską, IOSP PW (2003), w środku której zaplanowano (2017) powstanie Centralnego Portu Komunikacyjnego.
Członek Towarzystwa Przyjaciół Ziemi Kutnowskiej – popularyzator nauki i techniki, m.in. prace: Elektrotechnicy Kutnowskiej Równiny Krzemowej, MWSH-P, 2003; Stefan Pieńkowski – uczony i organizator nauki, MWSH-P, 2004; Inżynierowie Erazm Jerzmanowski i Witold Zglenicki – polscy Noblowie, OW PW, 2017. Inicjator i współfundator m.in. powstania wielu tablic upamiętniających uczonych subregionu kutnowskiego.
W młodości z powodzeniem uprawiał lekkoatletykę w klubie MKS Kutno (trener Kazimierz Janiak – członek wunderteamu); autor książki Czołowi lekkoatleci środkowej Polski, TPZK, Kutno 2015.

## Wybrane publikacje
- Komputerowe wspomaganie decyzji w planowaniu agregacyjnym i symulacyjnej grze Przetarg, OW PW, Warszawa 1998
- Szeregowanie zadań i harmonogramowanie produkcji metodą optymalizacji Szeza, OW PW, Warszawa 1998
- Decyzje w zarządzaniu przedsiębiorstwem, WNT, Warszawa 2000
- Scheduling Algorithms for Flexible Job Shop Systems, PWN, Warszawa 2016